# Гаяна (провінція)

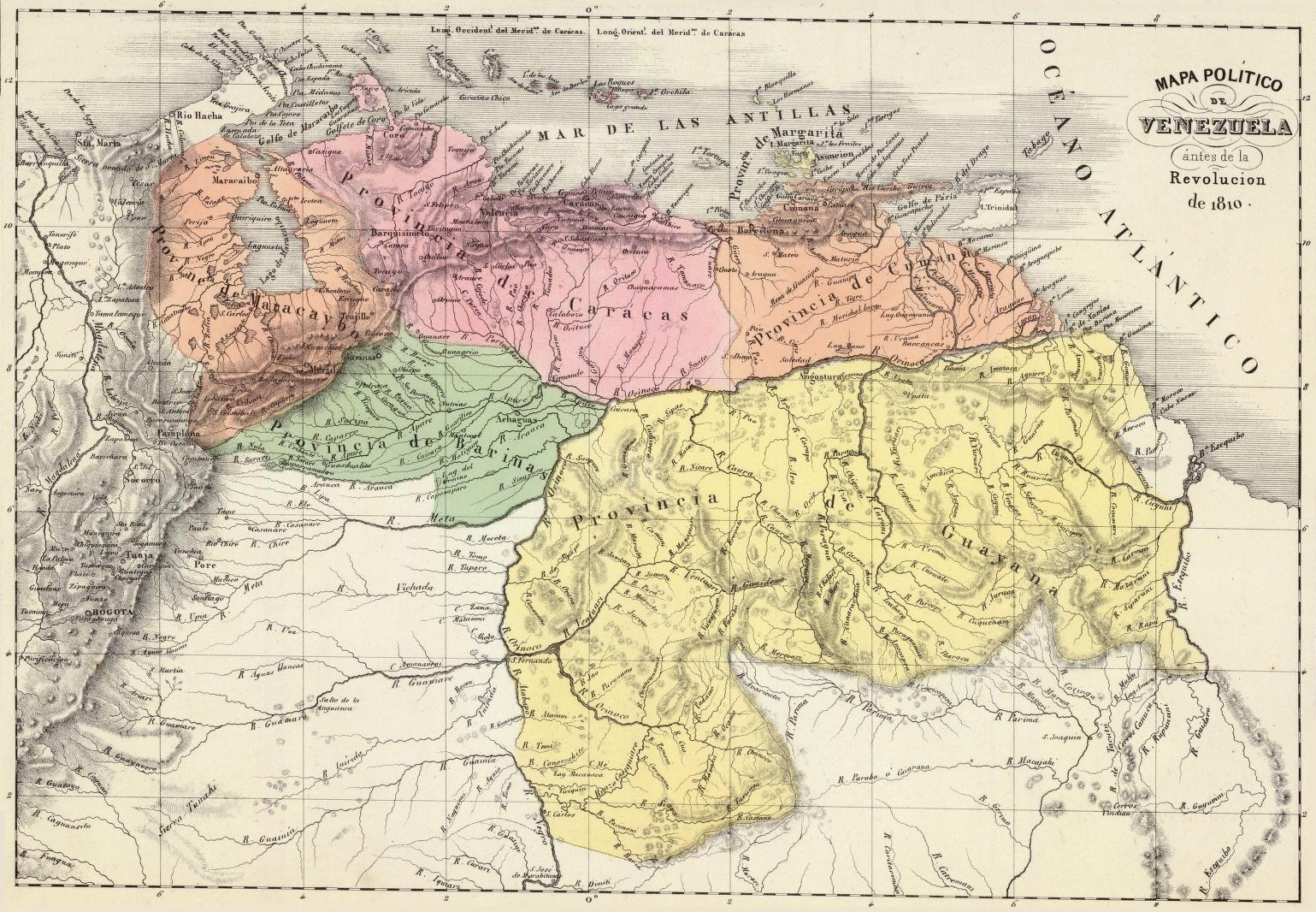
Карта колоніальної Венесуели з провінцією Гаяна жовтого кольору, опублікована в 1840 році.

Провінція Гаяна (1585−1864) — колишня провінція іспанської колоніальної Венесуели та незалежної Венесуели, розташована в регіоні Гаяна на північному сході Південної Америки.
Провінція була частиною іспанської колоніальної провінції Нова Андалусія та генерал-капітанства Венесуели з 1585 по 1821 рік, а також незалежної Венесуели з 1821 по 1864 рік.

## Історія
Провінція Гаяна охоплювала територію, що приблизно дорівнює сучасній Гаяні-Ессекібо та венесуельському регіону Гаяна з 1591 до 1739 року, коли територія провінції була об'єднана з іспанською провінцією Тринідад-Гаяна разом з провінцією Тринідад (сучасна Тринідад і Тобаго).
Амазонас названий на честь річки Амазонки і раніше був частиною іспанського віцекоролівства Перу, регіону під назвою Іспанська Гаяна. На початку XVIII століття він був заселений португальцями та після Мадридського договору в 1750 році включений до складу Португальської імперії. У 1889 році він став штатом Бразильської Республіки.
Провінція Гаяна входила до складу іспанської колоніальної провінції Нова Андалусія з моменту заснування в 1585 році до 1776 року, коли вона була включена до складу нового Генерального капітанства Венесуели. Вона також перебувала у ширшій юрисдикції віцекоролівства Нова Гранада (1717—1819).
Після війни за незалежність Венесуели (1811—1823) до 1864 року це була провінція нової держави Венесуели.

## Карти

Кантони провінції Гаяна в 1840 році
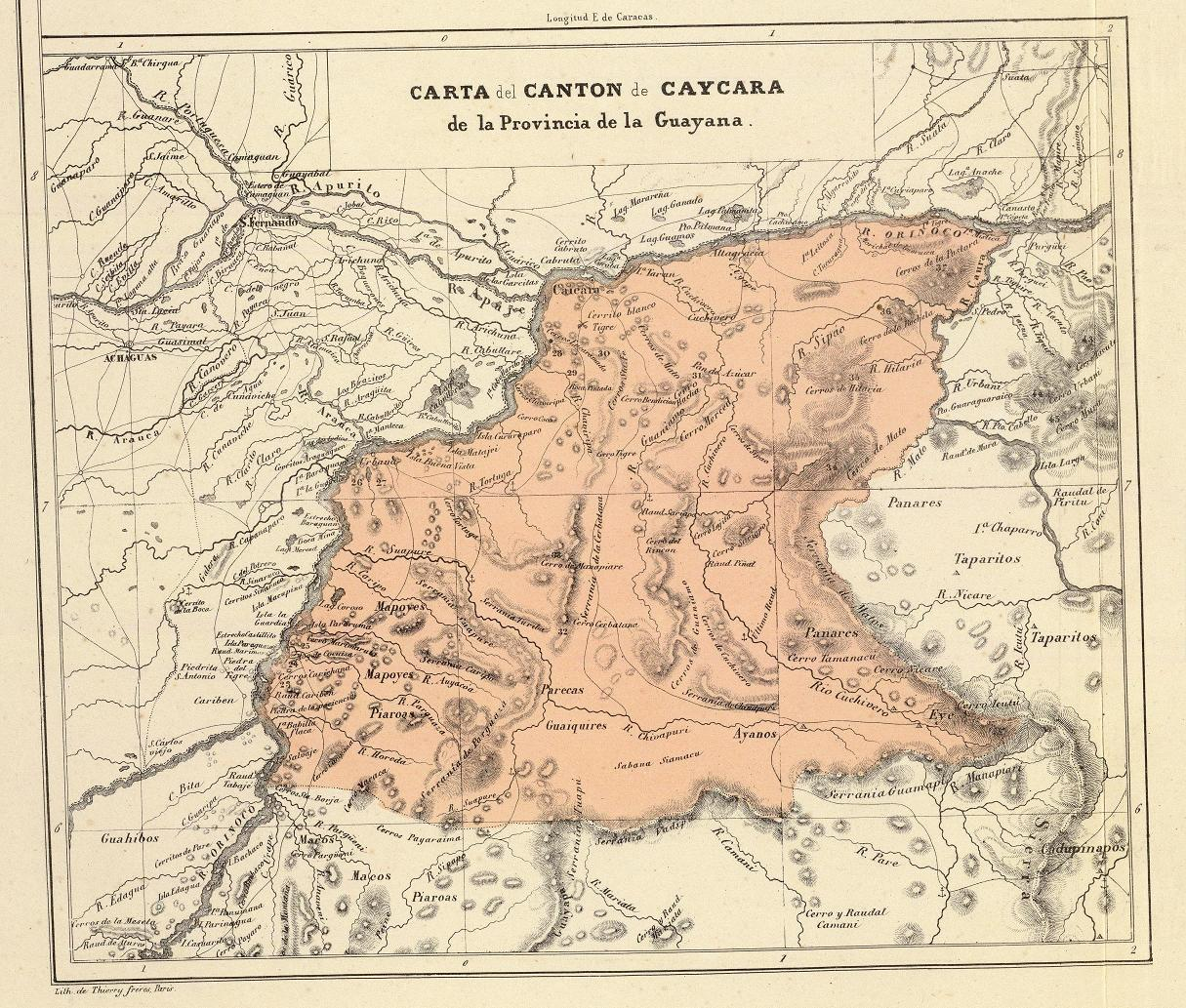
Кантон Кайкара (тепер західний штат Болівар)
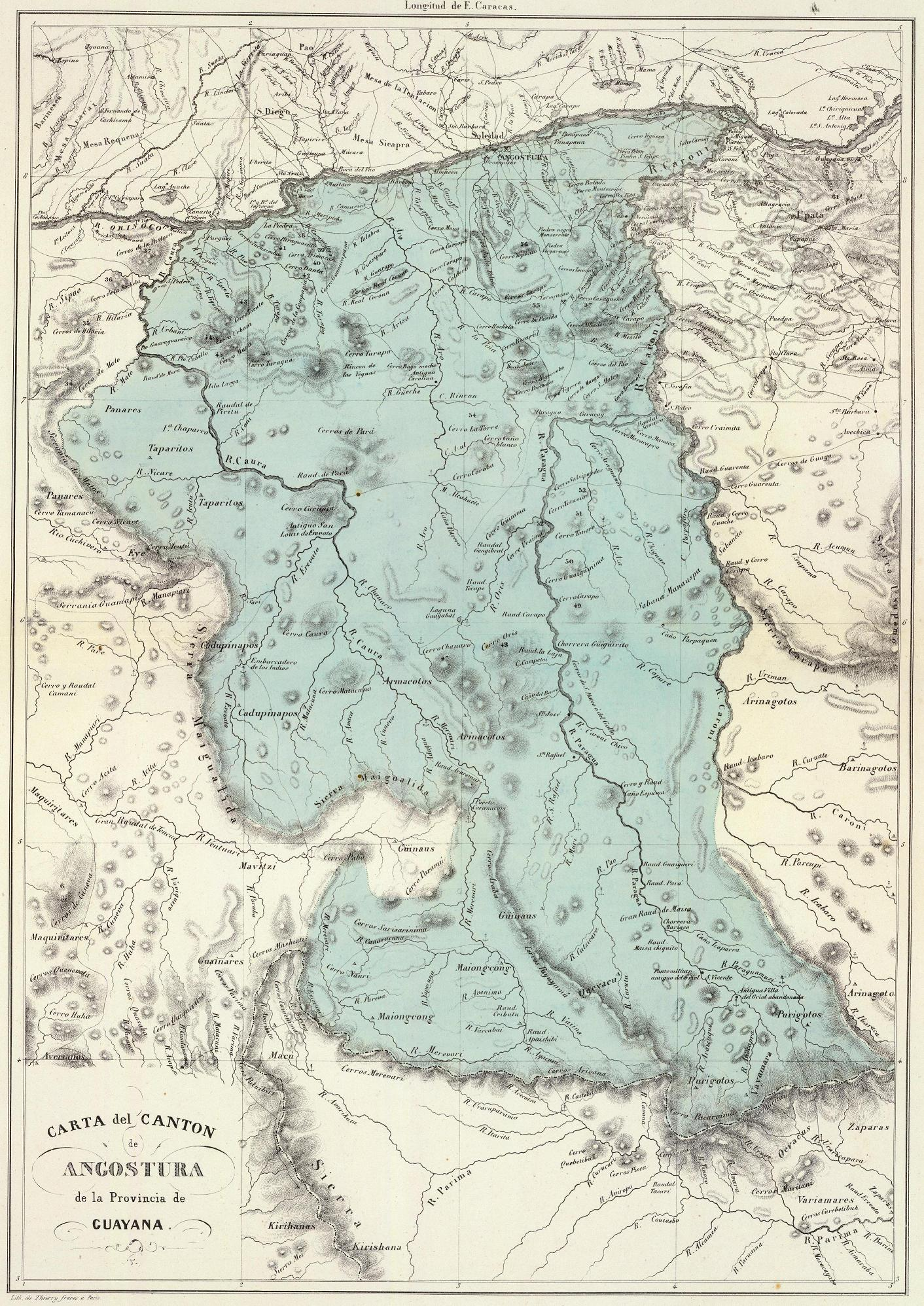
Кантон Ангостура (ніні центральний штат Болівар)
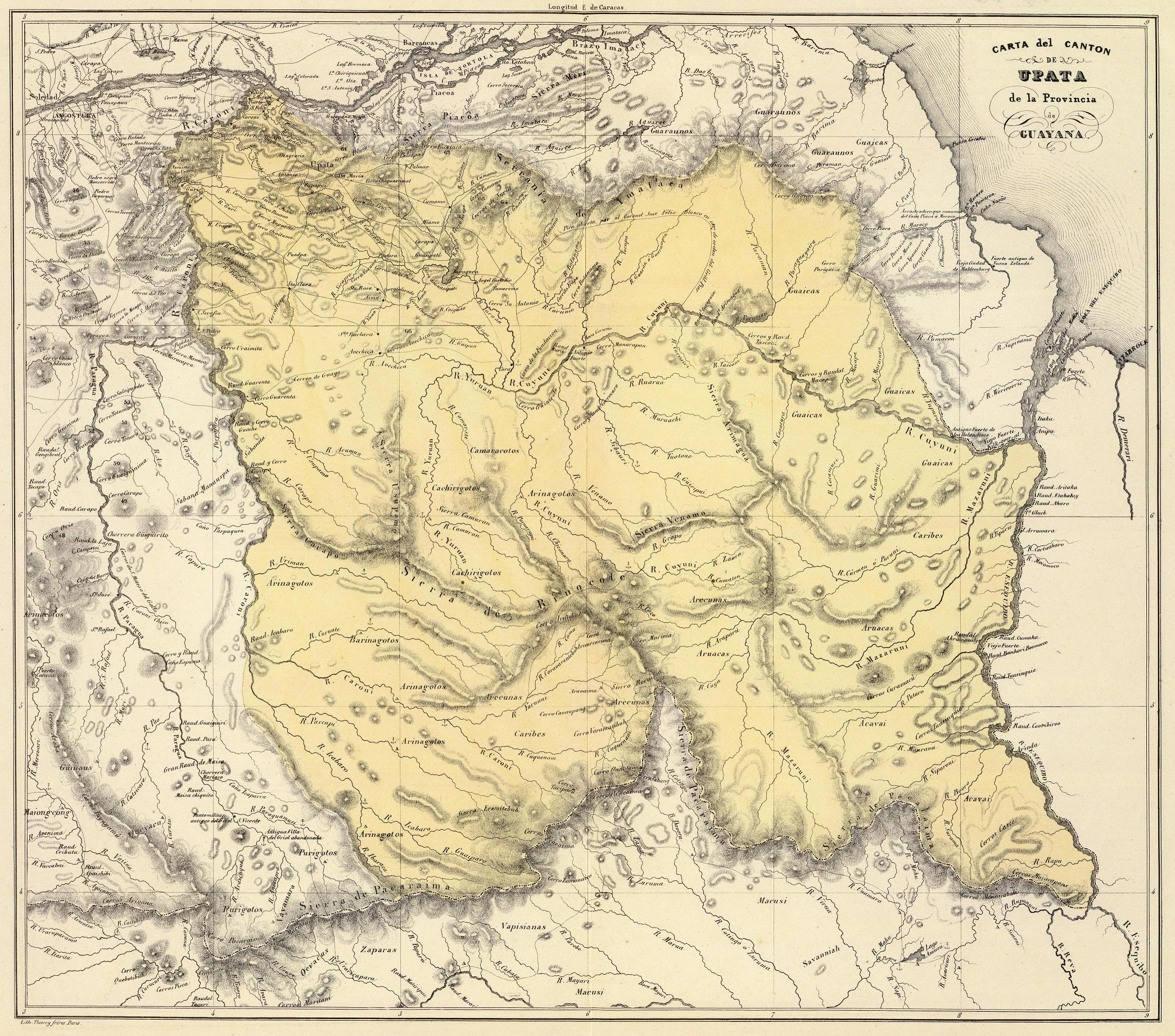
Кантон Упата (ніні східний штат Болівар)
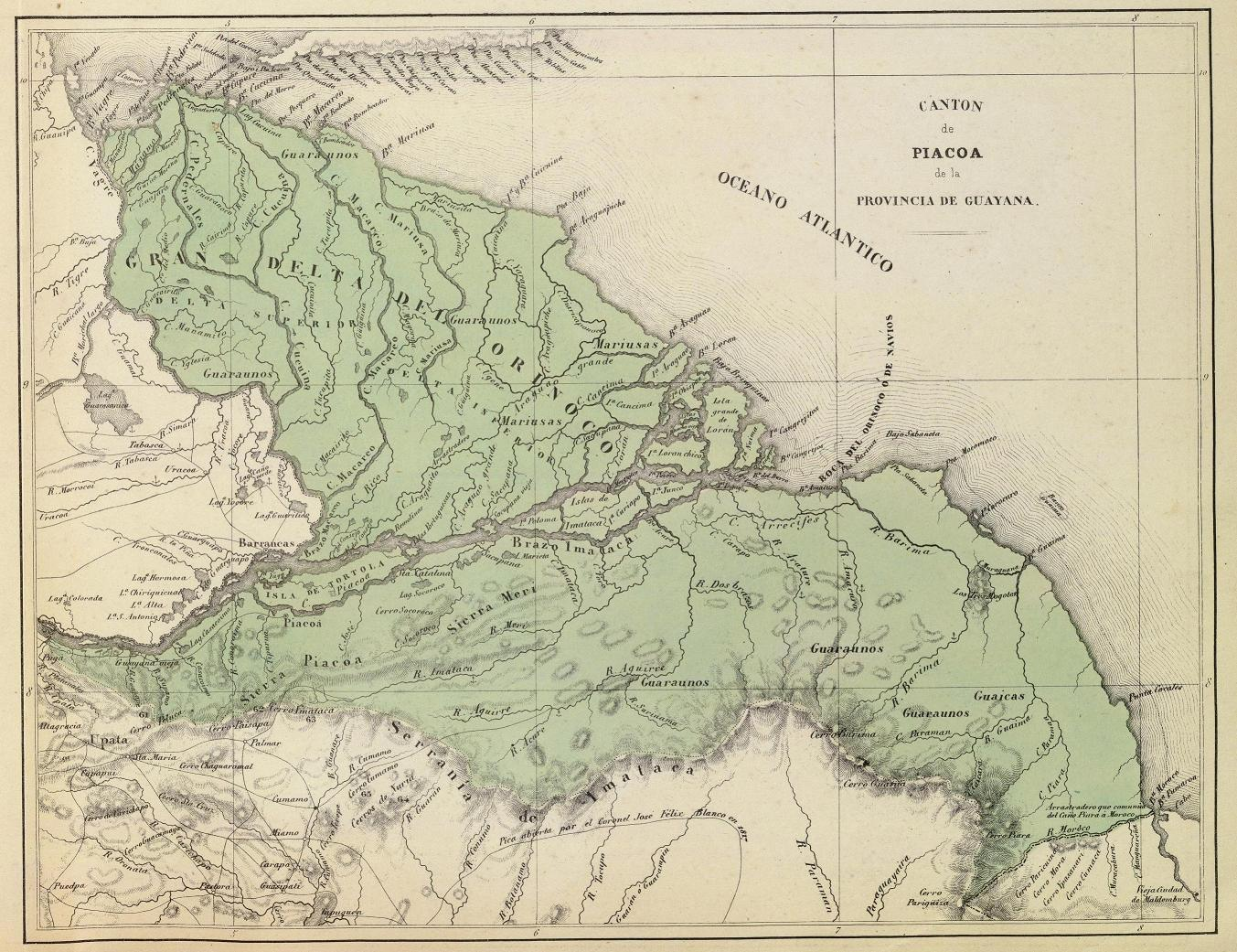
Кантон Піакоа (нініДельта Амакуро, раніше частина колоніальної провінції Нова Андалусія)
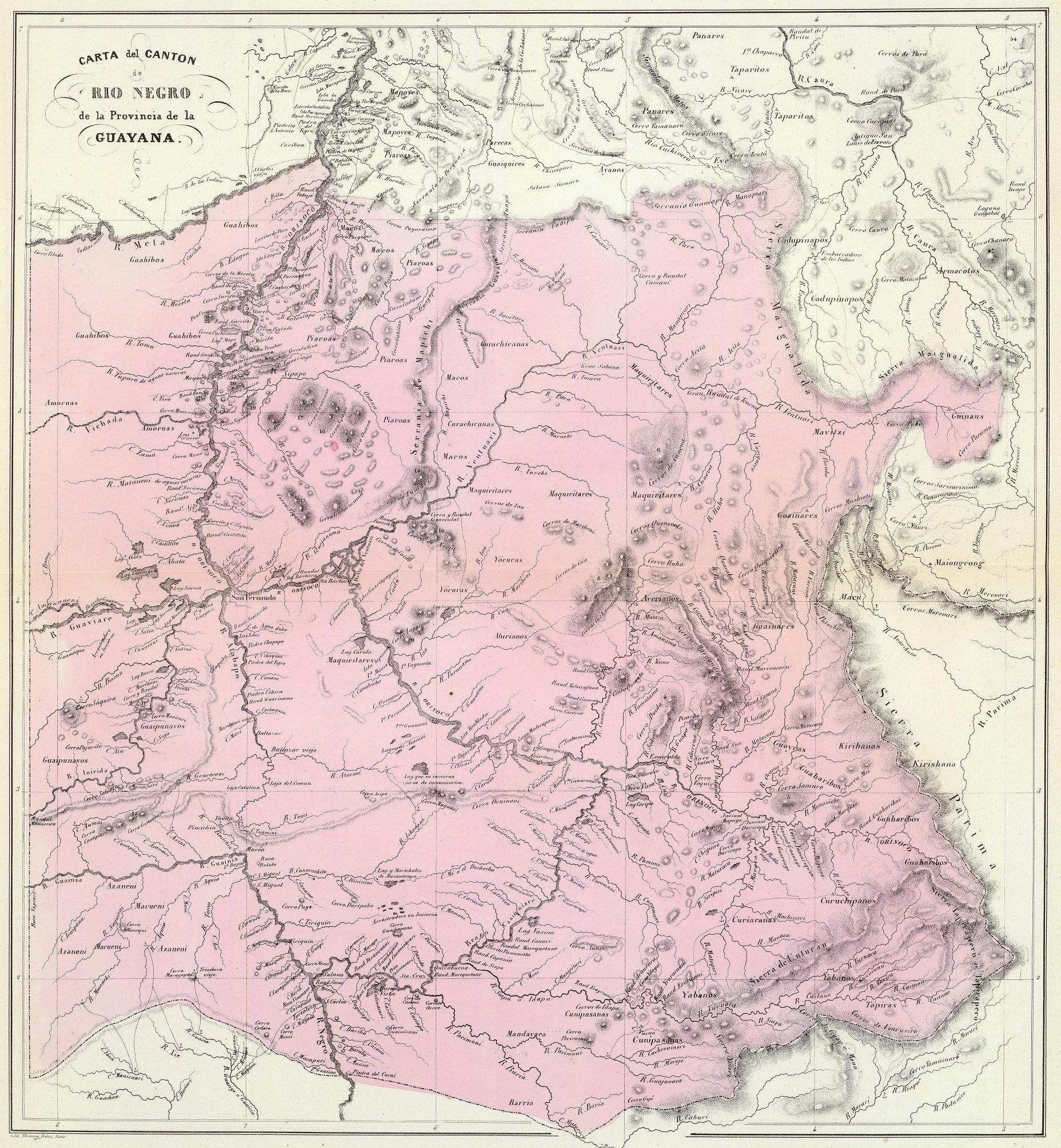
Кантон Ріонегро (тепер штат Амазонас)